# Sambor Prei Kuk
Il sito pre-angkoriano di Sambor Prei Kuk è localizzato circa 25 km a nord della città di Kampong Thom, in Cambogia. Fu abitato probabilmente già in età neolitica. A partire dal VII secolo d.C. vi sorse una città chiamata Iśanapura, che fu una delle capitali del regno di Chenla, e furono edificati i templi attualmente visitabili.

## Descrizione generale del sito
Sambor Prei Kuk sorge nella valle dello Stung Sen, fiume che scorre parallelo al Mekong e si immette nel Tonlé Sap. In un'area di circa 1 km di lato sono localizzati tre complessi principali di edifici religiosi (classificati come Nord, Centrale e Sud da Henri Parmentier nel 1927), recintati ed orientati approssimativamente ad est, ma nell'area circostante, vasta alcuni chilometri quadrati e in gran parte ricoperta dalla giungla, sono stati finora individuati i resti di più di un centinaio di templi e santuari minori.
Circa la metà delle costruzioni sono in piedi, quantomeno parzialmente e in condizioni di conservazione spesso pessime, a causa del clima, della vegetazione e del materiale di costruzione utilizzato, mentre gli altri sono crollati e spesso seppelliti nel terreno.

## Status UNESCO
Il sito è stato inserito nella lista dei patrimoni dell'umanità dell'UNESCO l'8 luglio 2017, nella categoria culturale.

## Storia e archeologia

### Isanapura e Chenla

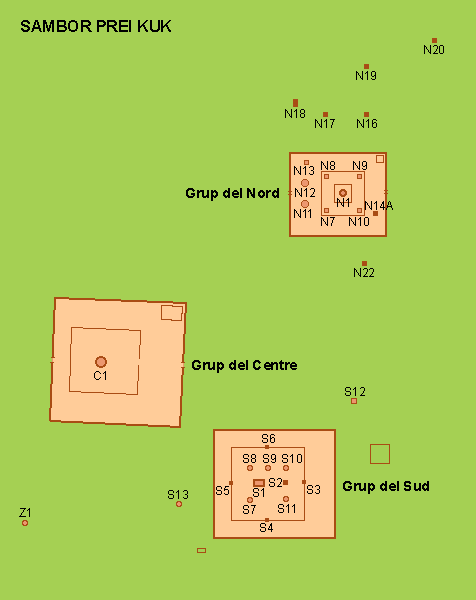
Pianta della zona principale di Sambor Prei Kuk.

La nascita della città è correlata ai primi regnanti "storici" di Chenla, i due fratelli o cugini Bhavarman e Mahendravarman (o Citrasena), provenienti da una zona poco a sud dei monti Dângrêk. Il primo avrebbe regnato nel corso dell'ultima parte del VI secolo sulla porzione orientale dei domini paterni, da una capitale poco distante da Sambor Prei Kuk chiamata Bhavapura. Il secondo sulla parte occidentale, da una località sconosciuta. Durante il loro regno le iscrizioni attestano l'assoggettamento di nuovi territori tra i fiumi Mekong e Chao Phraya, a sud e a nord dei monti Dangrek. Alla morte di Bhavarman alla fine del VI secolo, Mahendravarman avrebbe acquisito anche il dominio della parte orientale e regnato da Sambor Prei Kuk.
Attorno al 616 gli successe Isanavarman I, che regnò per circa 20 anni. A Sambor Prei Kuk sono state ritrovate un gran numero di iscrizioni a lui riferite, una in particolare si riferisce al luogo stesso come Iśanapuri, per cui si ritiene che il sito coincida con Iśanapura, che da lui prese il nome (pura in sanscrito significa città), una delle capitali del regno di Chenla.
Sembra che la città vera e propria sorgesse un paio di chilometri ad ovest del complesso principale di templi, racchiusa da una doppia recinzione ed un fossato.
Seguì il regno di Bhavarman II, di cui si hanno poche notizie, poi attorno al 655-657 d.C. quello di Jayavarman I, considerato tradizionalmente l'ultimo re di Chenla, che pare costituire un momento di frattura nella continuità dinastica e non è correlabile ai sovrani precedenti. Dalla recente attività storiografica di riesame delle testimonianze epigrafiche è emersa l'ipotesi che il passaggio dei poteri non sia stato particolarmente violento e ne seguì un lungo (e inusuale, per la storia cambogiana) periodo di stabilità politico, testimoniato anche dall'ascendenza al trono della figlia di Jayavarman I, Jayadevi, nonché di effettiva centralizzazione del potere. Dalle iscrizioni appare un re-guerriero e durante il suo regno avvenne un'espansione territoriale e lo spostamento della capitale da Isanapura, anche se non è chiaro dove, forse Banteay Prey Nokor, che più tardi fu una delle capitali del primo sovrano ankgoriano Jayavarman II.

### Sambor Prei Kuk dopo la fine di Chenla
Isanapura nei secoli successivi conobbe un certo declino, ma fu comunque un centro importante anche in epoca angkoriana e vi furono costruiti dei templi ancora nel X secolo. Come molte altre città, cadde nell'abbandono nel XV secolo, per venire riscoperta dagli studiosi occidentali agli inizi del Novecento.

### Attività archeologiche
Le vestigia di Sambor attirarono l'attenzione degli studiosi francesi che percorsero la Cambogia in lungo e in largo alla fine del XIX secolo, con l'intento quantomeno parzialmente pratico di raccogliere informazioni per il governo coloniale, come Étienne Aymonier. Il primo esteso studio sul campo fu eseguito da Henri Parmentier, che classificò 72 edifici. Negli anni novanta, dopo la fine delle travagliate vicende cambogiane del dopoguerra, l'attività archeologica è ripresa. Nel 1997 è stato effettuato un censimento delle vestigia architettoniche, condotto da Michel Tranet e Uong Von e finanziato dalla Toyota Foundation. Nel 1998 ha iniziato ad operare sul sito l'Università di Waseda, che nel 2001 in collaborazione con il Ministero della Cultura e delle Belle Arti cambogiano  ha costituito il Sambor Prei Kuk Conservation Project. Il progetto è intervenuto anche in iniziative collaterali per attivare ricadute economiche favorevoli del nascente flusso turistico della zona sulla popolazione.

## I Templi

### Complesso Nord

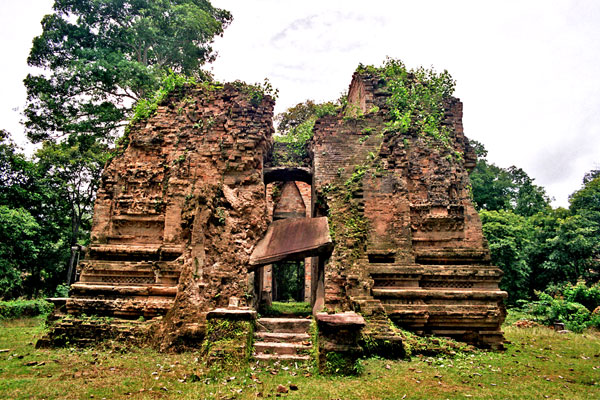
La torre centrale N1 del complesso Nord.

Il complesso Nord è quello più vicino all'attuale strada di accesso, da cui è visibile. È conosciuto anche con il nome locale di Prasat Sambor e comprende probabilmente gli edifici più antichi, ma anche edifici e iscrizioni del X secolo, in piena epoca angkoriana. È dedicato a Gambhireśvara, l'imperscrutabile incarnazione di Śiva come dio delle montagne.
La torre centrale quadrata, denominata N1 nella classificazione di Parmentier, ha la singolarità di presentare quattro uscite, caratteristica praticamente unica nelle torri in mattoni khmer.

### Complesso Centrale
È probabilmente il gruppo meno antico dei tre e viene datato alla fine del VII secolo. Ad oggi è visibile, in cattive condizioni, solo la torre centrale (C1), un massiccio edificio in mattoni di 8 m per 6 m su un basamento rialzato, con una porta vera a nord e tre porte cieche nelle altre direzioni. Deve il suo nome moderno di Prasat Thao (Tempio dei Leoni) alle due poderose statue di leoni ruggenti, restaurate, che fiancheggiano la breve scalinata che risale il basamento. Era circondato da una doppia recinzione.

### Complesso Sud

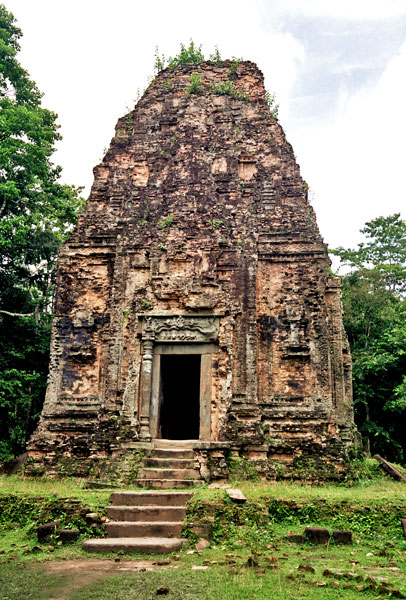
Il santuario centrale S1 del complesso Sud.

Il complesso Sud è considerato il più antico e viene attribuito a Iśanavarman I stesso. È racchiuso da una doppia recinzione, la più interna delle quali portava decorazioni a medaglione scolpite sui mattoni che la componevano, ancora visibili su alcune sezioni non crollate. Aveva entrate ad est e ad ovest. Il santuario principale (S1) è il meglio conservato del gruppo, ha pianta rettangolare e la parte superiore si chiude al solito a tronco di piramide. L'unica porta vera è rivolta ad est e la sua struttura è in arenaria, mentre la camera interna misura ben 9,05 m per 5,21 m. Secondo le iscrizioni ospitava una statua di Shiva in oro, che fronteggiava quella in argento di Nandi, in tempi antichi situata sotto un baldacchino di arenaria monolitica finemente scolpita nella torre S2 che lo fronteggia a est, crollata nel 2008.
L'esterno del tempio S1 è decorato con i cosiddetti "palazzi volanti", come quello degli altri santuari minori del gruppo a pianta ottagonale. Ce ne sono cinque nella recinzione interna e altri otto in quella esterna.